# Paradise (album KMFDM)
Paradise – dwudziesty pierwszy album studyjny niemieckiego zespołu industrialnego KMFDM. Wydawnictwo ukazało się 27 września 2019 roku nakładem wytwórni muzycznej Metropolis Records.

## Opis
Album Paradise został wydany 27 września 2019 roku. Podobnie jak na Hell Yeah!, wiele piosenek na Paradise jest nacechowanych politycznie. Teksty kilku piosenek sprzeciwiają się fanatyzmowi religijnemu, faszyzmowi, kapitalizmowi i prezydentowi USA Donaldowi Trumpowi. Na jednej z piosenek wokalnie udzielił się Raymond Watts, członek zespołu, który odszedł z niego wiele lat wcześniej. Album został uznany przez portal muzyczny AllMusic za jedno z najlepszych wydań muzycznych w 2019 roku.

## Lista utworów
| Nr  | Tytuł utworu        | Długość |
| --- | ------------------- | ------- |
| 1.  | „K-M-F”             | 4:23    |
| 2.  | „No Regret”         | 4:10    |
| 3.  | „Oh My Goth”        | 5:02    |
| 4.  | „Paradise”          | 8:00    |
| 5.  | „WDYWB”             | 5:03    |
| 6.  | „Piggy”             | 4:25    |
| 7.  | „Disturb The Peace” | 5:42    |
| 8.  | „Automaton”         | 4:17    |
| 9.  | „Binge Boil & Blow” | 4:17    |
| 10. | „Megalo”            | 4:30    |
| 11. | „No God”            | 3:53    |
|     |                     | 53:42   |

## Twórcy albumu
- Brute! - oprawa graficzna
- Chris Zander - layout
- Benjamin Lawrenz - miksowanie, mastering
- Sascha Konietzko - miksowanie, produkcja, teksty, kompozycja
- Lucia Cifarelli - produkcja, teksty & kompozycja (utwory: 2 - 4, 6 - 8)
- Andee Blacksugar -  teksty & kompozycja(utwory: 1, 5 - 8, 11)
- Douglas Arthur Wimbish -  teksty & kompozycja (utwór nr 6)
- Raymond Watts -  teksty & kompozycja (utwór nr 9)

## Listy sprzedaży
| Lista                             | Kraj              | Pozycja |
| --------------------------------- | ----------------- | ------- |
| Billboard 200. Independent Albums | Stany Zjednoczone | 45      |